# Самуха
Самуха — стародавнє поселення поблизу села Каяли Пінар, бл. 40 км на захід від Сіваса, в провінції Сівас Туреччини . Розташоване на північному березі річки Кизил Ірмак, воно було містом хетів, релігійним центром і протягом кількох років військовою столицею царства. Віра Самухи була синкретичною . Рене Лебрен у 1976 році назвав Самуху «релігійним фойє Хетської імперії».

## Історія

### Середня бронза

Карта стародавньої Анатолії періоду Карум, що показує розташування Самухи

Розкопки показали, що місто було заселене вже в період стародавніх ассирійських торгових колоній ( період Карум ). Були розкопані дві резиденції (Будинок Тамури та Будинок Таталі).  Цей період закінчився великою пожежею в селищі. Після того як місто періоду Карум було зруйноване, хети побудували нове місто з палацовим комплексом. 

### Пізня бронза
Самуха була основною базою польових операцій для хетів, у той час як каски грабували серце Хатті, включаючи історичну столицю Хаттусу, протягом 14 століття до нашої ери за царів Тудгалії I-III і Суппілуліуми I. У цей період на релігію Самухи та Сапінуви вплинула віра хурритів.

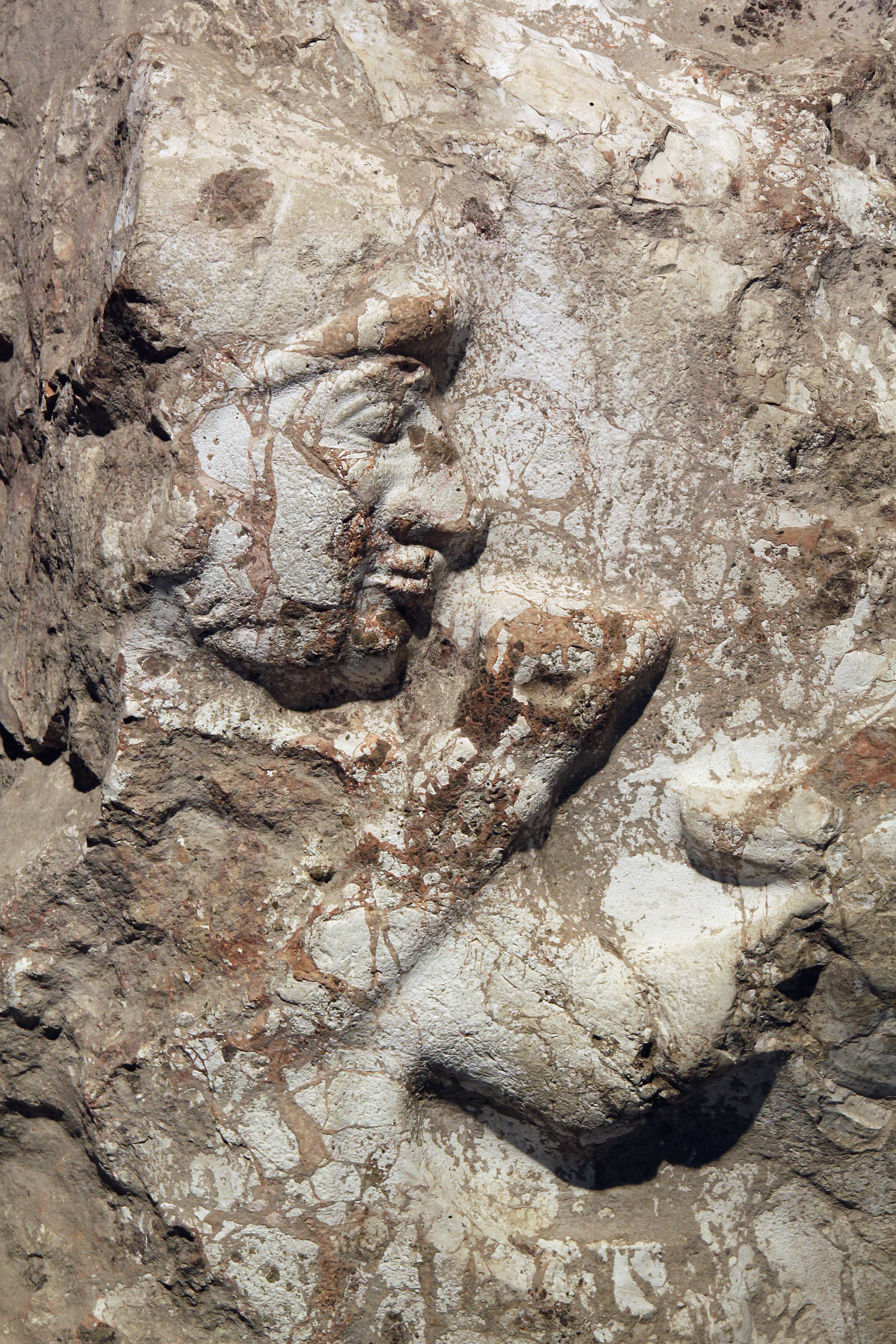
Рельєфний блок з «Будинку А» в Каялипінарі (деталь)

Розкопки в Сапінуві показали, що на початку цього часу Сапінува зберігала архіви царства. За Тудгалії I або Тудгалії II Сапінува була спалена. Хаттусілі III пізніше записав про цей час, що Ацці «зробили Самуху своїм кордоном».
Потім Самуха стала базою для відвоювання Тудгалії III та його тодішнього генерала Суппілуліуми. Діяння Суппілуліуми повідомляють, що він повернув полонених Каска до Самухи після походу на Хаясу (якимось чином пов’язану з Ацці) від імені Тудгалії. Сам Тудгалія III зосередив віру Кіццуватни до Самухи.
Мурсілі призначив свого молодшого сина Хаттусілі III жерцем місцевої богині, яку називають «Іштар із Самухи», яку науковці ідентифікували як Саусгу або схоже божество. Хети Хаттуси поклонялися богині Самухи як божеству-захиснику. Самуха була важливим місцем культу цієї богині.
Самуха зникає з історичних записів після Хаттусілі III. 

## Розташування
У минулі роки вчені розділилися щодо місця розташування Самухи.  Деякі стверджували, що це було на березі річки Євфрат . Інші вважають, що він був розташований на річці Галіс, яка зараз називається річкою Кизилирмак . Ближче до Хаттуси річка Кизилирмак. Його витоки знаходяться поблизу міста Сівас, за 209 км. Річка тече на схід, на південь від Хаттуси, потім повертає на північ на захід від Хаттуси, впадаючи в Чорне море.
Зовсім недавно (2021) існує більше консенсусу щодо того, що Самуха була розташована в Каяліпінарі на річці Кизилірмак.  Це місце відображено в координатах, наведених у цій статті.

### Теорія розташування на Євфраті
Хетські записи показують, що Самуха була розташована на судноплавній річці, яка має тенденцію підтримувати розташування Євфрату. У цитованій вище праці Олівер Герні зазначає, що річка Галіс також є судноплавною на ділянках. Він віддавав перевагу Євфрату, зазначивши, що Мурад Су, нинішня річка Мурат, мала річковий рух у 1866 році. Річка Мурат є притокою річки Євфрат. Обидва запропоновані місця розташовані на південь від Каскського вторгнення, яке наздогнало Хаттусу і змусило хетське керівництво переїхати до Самухи.

### Розташування в Каялипінарі
У своєму «Десятирічному літописі» (KBo 34 iii 45) Мурсілі II розповідає про зупинку в Самусі по дорозі додому з земель Каска, що категорично виступає проти розташування на Євфраті або поблизу нього. Уже в 1959 році Герні та Гарстанг  провели дуже розширену дискусію про те, як хетські документи, здається, суперечать місцезнаходження Самухи вздовж Євфрату, вказавши її замість цього вздовж Кізилірмаку поблизу сучасного Сівасу, можливо, у Зарі.
Далі вони зазначили, що місто Піттіяріга, яке часто згадується в тих самих текстах, що й Самуха, яке пов’язане з районами верхів’я Євфрату, повинно бути ще далі на схід. 
Всю цю проблему дуже детально обговорили Герні та Гарстанг у своїй книзі 1959 року, яка була написана задовго до того, як недавні розкопки в Каяліпінарі дали більше ясності з цього приводу.
Станом на 2020 рік розкопки Андреаса та Вуслат Мюллер-Карпе в Каялипінарі, Йилдизелі, виявили архіви клинопису, які тісно пов’язують ідентичність цього місця з Самухою. 

## Клинописні тексти
Під час останніх розкопок було знайдено численні важливі клинописні тексти. Перший фрагмент таблички в Каялипінарі був знайдений у 1999 році, що спонукало до додаткових археологічних досліджень кургану поселення.
Уже в перший рік поновлених розкопок у 2005 році було знайдено нові фрагменти клинописних табличок, які з року в рік множилися. У 2015 році було знайдено понад сто табличок 
Більшість текстів написані хетською мовою; вони часто містять лувійські глоси та хурритські вислови. Сім знайдених текстів на хурритській мові . Є також два комерційні документи періоду Карум, написані староассирійською мовою. 